# Cephaloziella brinkmanii
Cephaloziella brinkmanii là một loài rêu trong họ Cephaloziellaceae. Loài này được Douin mô tả khoa học đầu tiên năm 1920.